# Quilombo Mocambo
Quilombo Mocambo é uma comunidade quilombola localizada no município de Porto da Folha, estado de Sergipe, Brasil. Foi o primeiro quilombo de Sergipe a ser certificado pela Fundação Cultural Palmares, em 2000.

## Toponímia
Mocambo deriva do quimbundo mukambu, termo usado no Brasil para se referir a comunidades formadas por negros fugitivos (mas não somente por estes). O nome surge pela primeira vez em alusão à estas comunidades surgidas nos séculos XVII e XVIII no Sertão de Porto da Folha (ou Sertão do Rio São Francisco). Posteriormente, o nome foi dado ao riacho Mocambo, como referência a estes grupos, e também se estendeu à primeira fazenda de criação de gado da região, a Fazenda Mocambo, bem como ao povoado que surgiu dentro das terras da mesma. A partir do século XX, "Mocambo" passou a se referir à comunidade quilombola, que ocupava uma área mais extensa do que a atual.

## História
Os antepassados dos atuais moradores do Quilombo Mocambo, chegaram à região em meados do século XIX, embora não tenha restado memória sobre como se deu este processo de ocupação. Conhecidos coletivamente como "Negros do Pé de Serra", grupos familiares se organizavam em pequenos "ranchos", também denominados "chiqueiros" (porque os moradores criavam porcos). Na época das chuvas, se reuniam para plantar arroz em lagoas que (à época) se formavam nas margens do rio São Francisco.
Os quilombolas mantinham contato com Frei Doroteu, religioso responsável pelos indígenas xocós do aldeamento da Ilha de São Pedro, e as relações entre os três grupos eram harmoniosas. Isso mudou, todavia, com a Lei de Terras de 1850, que incentivou fazendeiros locais e grupos políticos da capital da província, a avançarem pelo Sertão do São Francisco ocupando terras consideradas devolutas (como as dos quilombolas), com fazendas de gado e algodão. Subitamente, os mocambeiros viram-se dentro dos limites da Fazenda Mocambo, e sua exploração das terras outrora comunais, foi sendo progressivamente restringido.
A partir da década de 1960, as antigas terras comunitárias foram sendo ocupadas por novos proprietários, aos quais não interessava o trabalho dos residentes locais, sequer como meeiros; isso provocou a migração de muitos quilombolas para o povoado de Mocambo, o único que ainda desfrutava de certa independência. Por cerca de vinte anos, ainda foi possível aos mocambeiros cultivar arroz na Lagoa Salgada, parte da Fazenda São Francisco; o proprietário, um ex-quilombola que havia enriquecido no comércio, permitiu o uso pela comunidade.
A partir da década de 1980, aliados aos indígenas xocó e tendo apoio da Igreja Católica, os mocambeiros iniciaram um processo de luta pela terra. A mobilização dos indígenas da Terra Indígena Xocó, todavia, provocou a reação da nova proprietária da Fazenda São Francisco, que sentindo-se ameaçada, proibiu que os meeiros plantassem arroz na Lagoa Salgada (situada dentro da sua propriedade). Os mocambeiros só não passaram fome, porque os xocós autorizaram seus vizinhos a plantar e criar animais em suas terras.
Em 1992, a Terra Indígena Xocó foi homologada, e como não incluiu as terras da Fazenda São Francisco, a dona da mesma voltou a permitir que alguns mocambeiros plantassem arroz na Lagoa Salgada, desde que não pescassem ali (o que ficou proibido). Os xocós, contudo, iniciaram um novo protesto sobre a divisão das terras, e os mocambeiros ficaram ao lado deles. Em represália, a fazendeira não só voltou a proibir que a comunidade plantasse arroz na Lagoa Salgada, como os quilombolas passaram a ser ameaçados por jagunços, que circulavam na comunidade invadindo casas e dando tiros para o alto.
Em 1993, após uma resistência organizada e conjunta (inclusive contra as forças policiais de Sergipe), xocós e mocambeiros tentaram federalizar o conflito através da interferência da FUNAI, a qual se negou por envolver uma comunidade não-indígena. No ano seguinte, tendo angariado mais apoios externos às suas reivindicações, os mocambeiros apelaram à Fundação Cultural Palmares, por meio do direito reconhecido pela Constituição Federal de 1988, do reconhecimento dos 2.100 hectares de território ocupados por eles, há mais de um século.
Em 1995, foi fundada a Associação Comunitária Remanescentes do Quilombo Mocambo. Em 2012 e 2013, o território quilombola obteve titulação parcial, somando até o presente 704,1227 ha. Em 2024, apenas 34% das terras do Mocambo estavam regularizadas.

## Economia
Com sua atividade econômica tradicional praticamente inviabilizada, pela invasão das terras de uso comum, os quilombolas viram-se limitados à culturas de subsistência pouco expressivas, com pequenas roças nos quintais das casas da comunidade, onde plantam quiabo, abóbora e temperos diversos, e criam galinhas e porcos. A chamada "beira", trecho que vai da margem do rio São Francisco às casas mais próximas, e que foi ampliada pela construção da Usina Hidrelétrica de Xingó, é utilizada como área de criação de cabras, ovelhas, gado leiteiro, e de animais de carga e montaria; possui condições propícias para plantação de mandioca, mas sendo área de livre circulação, não é usada com este fim.
Finalmente, a principal área de uso agrícola em Mocambo é a "terra do estado", que recebeu este nome por ter sido transferida para a comunidade na década de 1940, não se sabe bem se pelo estado de Sergipe ou pela União. Todavia, tanto os fazendeiros vizinhos quanto o poder público reconhecem tacitamente sua existência, razão pela qual nunca sofreu ameaças de desapropriação, como ocorreu com as demais áreas de uso comum. A "terra do estado" mede 550 metros de largura, e cerca de 1700/1800 metros de comprimento. Ela é aberta à toda a comunidade, que geralmente ali planta feijão e milho.
Com a gradativa perda das terras que ocupavam originalmente e a inviabilidade de continuar desenvolvendo atividades agrícolas em maior escala, parte expressiva da população economicamente ativa viu-se obrigada a buscar trabalho fora da comunidade, em fazendas da região, ou mesmo em municípios vizinhos ou mais distantes, como Pão de Açúcar e Aracaju.

## Cultura
A principal festividade do quilombo é a Festa da Padroeira Santa Cruz, que ocorre no mês de maio. Ao longo de cinco dias de festa, a comunidade recebe visitantes e mocambeiros que residem fora, reforça seus laços culturais, e cultua a resistência às forças que ainda ameaçam o território.O samba de coco é importante manifestação cultural local.